# La Nava de Santiago
La Nava de Santiago je španělská obec situovaná v provincii Badajoz (autonomní společenství Extremadura).

## Poloha
Obec se nachází 56 km od města Badajoz a 31 od města Mérida. Nachází se mezi Méridou a městem La Roca de la Sierra v okrese Tierra de Mérida - Vegas Bajas a soudním okrese Montijo. Nachází se zde barokní kostel Nanebevzetí Panny Marie (Nuestra Señora de la Asunción).

## Historie
V roce 1834 se obec stává součástí soudního okresu Mérida. V roce 1842 čítala obec 108 usedlostí a 356 obyvatel.

## Odkazy

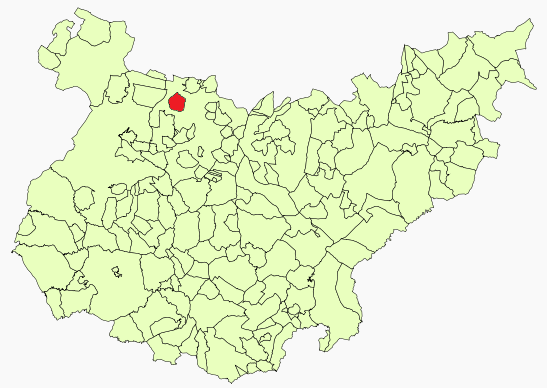
Poloha obce v provincii Badajoz

## Demografie
| Populace obce La Nava de Santiago z let (1842–2010) | Populace obce La Nava de Santiago z let (1842–2010) | Populace obce La Nava de Santiago z let (1842–2010) | Populace obce La Nava de Santiago z let (1842–2010) | Populace obce La Nava de Santiago z let (1842–2010) | Populace obce La Nava de Santiago z let (1842–2010) | Populace obce La Nava de Santiago z let (1842–2010) | Populace obce La Nava de Santiago z let (1842–2010) | Populace obce La Nava de Santiago z let (1842–2010) | Populace obce La Nava de Santiago z let (1842–2010) | Populace obce La Nava de Santiago z let (1842–2010) | Populace obce La Nava de Santiago z let (1842–2010) | Populace obce La Nava de Santiago z let (1842–2010) | Populace obce La Nava de Santiago z let (1842–2010) | Populace obce La Nava de Santiago z let (1842–2010) | Populace obce La Nava de Santiago z let (1842–2010) | Populace obce La Nava de Santiago z let (1842–2010) | Populace obce La Nava de Santiago z let (1842–2010) |
| --------------------------------------------------- | --------------------------------------------------- | --------------------------------------------------- | --------------------------------------------------- | --------------------------------------------------- | --------------------------------------------------- | --------------------------------------------------- | --------------------------------------------------- | --------------------------------------------------- | --------------------------------------------------- | --------------------------------------------------- | --------------------------------------------------- | --------------------------------------------------- | --------------------------------------------------- | --------------------------------------------------- | --------------------------------------------------- | --------------------------------------------------- | --------------------------------------------------- |
| 1842                                                | 1857                                                | 1860                                                | 1877                                                | 1887                                                | 1897                                                | 1900                                                | 1910                                                | 1920                                                | 1930                                                | 1940                                                | 1950                                                | 1960                                                | 1970                                                | 1981                                                | 1991                                                | 2001                                                | 2010                                                |
| 356                                                 | 578                                                 | 520                                                 | 609                                                 | 682                                                 | 685                                                 | 777                                                 | 911                                                 | 1 203                                               | 1 504                                               | 1 519                                               | 1 758                                               | 1 958                                               | 1 419                                               | 1 167                                               | 1 141                                               | 1 142                                               | 1 072                                               |